# Teoría de Heim
La teoría de Heim, propuesta por primera vez por el físico alemán Burkhard Heim públicamente en 1957, es un intento de desarrollar una teoría del todo en la física teórica. La teoría pretende salvar algunos de los desacuerdos entre la mecánica cuántica y la relatividad general. La teoría ha recibido poca atención en la literatura científica y se considera ajena a la corriente principal de la ciencia, pero ha despertado cierto interés en los medios de comunicación populares y marginales.
En su libro "Deep Space Propulsion: A Roadmap to Interstellar Flight" el ingeniero aeroespacial y físico Kelvin Long, cofundador de la Iniciativa de Estudios Interestelares, describe la teoría como una idea "que podría representar algún elemento de un futuro avance en la física de la propulsión" pero afirma que no tiene "ninguna opinión a favor o en contra" de esta teoría.

## Desarrollo
Heim intentó resolver las incompatibilidades entre la teoría cuántica y la relatividad general. Para ello, desarrolló un enfoque matemático basado en la cuantificación del espacio-tiempo. Otros han intentado aplicar la teoría de Heim a la propulsión espacial no convencional y a los conceptos de velocidad superior a la luz, así como al origen de la materia oscura.
Heim afirma que su teoría obtiene las masas de las partículas directamente a partir de las constantes físicas fundamentales y que las masas resultantes coinciden con los experimentos, pero esta afirmación no se ha confirmado. La teoría de Heim está formulada matemáticamente en seis o más dimensiones y utiliza la versión propia de Heim de las ecuaciones en diferencia.